# Allée couverte de l'Église Blanche
L'allée couverte de l'Église Blanche est une allée couverte située sur la commune de Bannalec, dans le département français du Finistère.

## Historique
L'édifice est mentionné dès 1877. Il est déjà en ruines. Il est classé au titre des monuments historiques par arrêté du 30 octobre 1973. Il est endommagé par un bulldozer lors de la restauration du chemin voisin en 1989.

## Description
L'allée couverte est encastrée dans un talus et son architecture n'est pas très compréhensible. Il comporte encore trois piliers nord, trois autres côté sud et deux tables. L'ensemble décrit un coude et s'étend sur une longueur actuelle de 15 m.